# Молотай Олександр Антонович
Олександр Антонович Молотай (1949—2001) — український астроном, спеціаліст з зоряних каталогів, підтримання й удосконалення небесних систем відліку, лауреат Премії НАНУ ім. М. П. Барабашова (1995).

## Біографія
Олександр Молотай народився 19 листопада 1949 року в селі Ружична в Хмельницькій області (тепер мікрорайон міста Хмельницького).
1972 року закінчив кафедру астрономії Київського державного університету імeні Т. Г. Шевченка.
З 1972 року працював на кафедрі астрономії Київського університету ті у відділі астрометрії та малих тіл Сонячної системи Астрономічної обсерваторії Київського університету, зробивши карʼєру від лаборанта до провідного наукового співробітника. Вів в університеті лабораторні роботи, керував студентськими дипломними й курсовими роботами. До 1989 обіймав посаду вченого секретаря кафедри астрономії. У 2000 році працював заступником директора обсерваторії.
1992 року у Головній астрономічній обсерваторії НАН України захистив дисертацію кандидата фізико-математичних наук «Положення і власні руху 5115 яскравих зір, отримані за результатами виконання міжнародної програми „Яскраві зорі“».
Помер 4 травня 2001 року. Похований у Ружичній.

## Наукові результати
Олександр Молотай особливо відомий створенням зоряних каталогів. Зокрема, він створив каталог положень радіоджерел, працював над встановленням зв'язку між радіоінтерферометричною та оптичною системами відліку, досліджував навколополюсну систему відліку. Він був учасником експедицій зі спостереження штучних полярних сяйв, а 1999 року брав участь у спостереженнях повного сонячного затемнення в Румунії. Брав участь у багатьох міжнародних програмах з позиційних спостережень зір за допомогою меридіанного кола Астрономічної обсерваторії Київського університету.
1993 року за результатами міжнародної програми «Яскраві зорі» в Астрономічній обсерваторії Київського університету Олександр Молотай у співавторстві з Миколою Чернегою, Володимиром Тельнюком-Адамчуком, і Наталією Канівець створив «Зведений каталог положень і власних рухів 5115 яскравих зірок на єпоху і рівнодення J2000.0».

## Відзнаки
- Премія НАН України імені М. П. Барабашова за цикл праць «Положення і власні рухи яскравих зір всього неба за даним и оптичних спостережень», у співавторстві з Миколою Чернегою і Володимиром Тельнюком-Адамчуком (1995)[1]